# Rio Santo Antônio (vattendrag i Argentina)
Rio Santo Antônio är ett vattendrag i Argentina, på gränsen till Brasilien. Det ligger i den nordöstra delen av landet, 1 100 km norr om huvudstaden Buenos Aires.
I omgivningarna runt Rio Santo Antônio växer i huvudsak städsegrön lövskog. Runt Rio Santo Antônio är det glesbefolkat, med 13 invånare per kvadratkilometer.